# Duncan Hamilton
Duncan Hamilton (n. 30 aprilie 1920, Cork, Irlanda – d. 13 mai 1994, Dorset, Anglia, Regatul Unit) a fost un pilot britanic de Formula 1 care a evoluat în Campionatul Mondial între anii 1951 și 1953.